# Zelalsan
Zelalsan II ou Zilalsan (en berbère : ⵣⵉⵍⴰⵍⵙⵏ - Zellalsen), né vers 290 av.J.-C, est un roi berbère des massyles. Il est le fils d'un chef berbère nommé Ilès et le père de roi Gaïa (Père du futur roi numide Massinissa).

## Descendance
Marié avec ? ? dont:
- Gaïa de Numidie, roi des Massyles v. 260-206
- Naravas de Numidie, prince marié avec Salambaal de Carthage (fille de Hamilcar Barca)
- Oezalcès ou Ulzasen de Numidie, roi des Massyles v. 250-206 marié avec une princesse carthaginoise